# Президентские выборы на Мальдивах (2008)
Президентские выборы на Мальдивах прошли 8 и 28 октября 2008 года. После первого тура, на котором ни один кандидат не набрал 50 или более процентов голосов, 28 октября прошел второй тур, победу в котором одержал Мохаммед Нашид, свергнувший тридцатилетний режим бывшего президента Момун Абдул Гаюма. Выборы были первыми прямыми президентскими выборами в истории Мальдив.

## Первый тур
Первый тур выборов прошел 8 октября 2008 года.
- Мохаммед Нашид — 24,91 % голосов.
- Момун Абдул Гаюм — 40,34 % голосов.
- Хассан Саед — 16,67 % голосов.
- Ибрагим Хасим — 15,22 % голосов.

Поскольку ни один из кандидатов не набрал 50 или более процентов голосов, должен был состояться второй тур. Второй тур должен был пройти 28 октября.

## Второй тур
Второй тур выборов прошел 28 октября 2008 года.
- Мохаммед Нашид — 53,65 % голосов.
- Момун Абдул Гаюм — 45,32 % голосов.